# 80-я параллель северной широты
80-я параллель северной широты — воображаемая линия, проходящая по поверхности северного полушария Земли. Расстояние до экватора — 8880 км., до Северного полюса — 1116 км. В связи с тем, что параллель находится значительно севернее северного полярного круга, на ней в течение нескольких летних недель (летнее солнцестояние) солнце не опускается за горизонт (полярный день), а в течение нескольких зимних (зимнее солнцестояние) — не поднимается над ним (полярная ночь).

## Проходит через
Начиная от Гринвичского меридиана на восток 80-я параллель северной широты проходит через арктические острова Норвегии, России, Канады, Гренландию:
| Координаты                 | Страна, территория или море              | Примечания                                                                   |
| -------------------------- | ---------------------------------------- | ---------------------------------------------------------------------------- |
| 80°00′ с. ш. 0°00′ в. д.   | Атлантический океан                      | Гренландское море                                                            |
| 80°00′ с. ш. 15°58′ в. д.  | Норвегия                                 | ок. 12 км.; через о-в Западный Шпицберген (арх. Шпицберген)                  |
| 80°00′ с. ш. 16°33′ в. д.  | Атлантический океан                      | Гренландское море                                                            |
| 80°00′ с. ш. 18°38′ в. д.  | Норвегия                                 | ок. 165 км.; через о-в Северо-Восточная Земля (арх. Шпицберген)              |
| 80°00′ с. ш. 27°10′ в. д.  | Баренцево море                           |                                                                              |
| 80°00′ с. ш. 50°34′ в. д.  | Россия                                   | ок. 12 км.; через о-в Нортбрук (арх. Земля Франца-Иосифа)                    |
| 80°00′ с. ш. 51°12′ в. д.  | Баренцево море                           |                                                                              |
| 80°00′ с. ш. 58°47′ в. д.  | Россия                                   | ок. 24 км.; через о-в Сальм (арх. Земля Франца-Иосифа)                       |
| 80°00′ с. ш. 60°00′ в. д.  | Баренцево море                           |                                                                              |
| 80°00′ с. ш. 66°00′ в. д.  | Карское море                             |                                                                              |
| 80°00′ с. ш. 91°18′ в. д.  | Россия                                   | ок. 156 км.; через о-ва Пионер и Октябрьской Революции (арх. Северная Земля) |
| 80°00′ с. ш. 99°20′ в. д.  | Море Лаптевых                            |                                                                              |
| 80°00′ с. ш. 105°00′ в. д. | Северный Ледовитый океан                 |                                                                              |
| 80°00′ с. ш. 100°09′ з. д. | Канада                                   | ок. 29 км.; через о-в Миен (Канадский Арктический архипелаг)                 |
| 80°00′ с. ш. 98°45′ з. д.  | пролив Свердруп (англ. Sverdrup Channel) |                                                                              |
| 80°00′ с. ш. 96°37′ з. д.  | Канада                                   | ок. 183 км.; через о-в Аксель-Хейберг (Канадский Арктический архипелаг)      |
| 80°00′ с. ш. 87°09′ з. д.  | пролив Эврика (англ. Eureka Sound)       |                                                                              |
| 80°00′ с. ш. 86°12′ з. д.  | Канада                                   | ок. 67 км.; через п-ов Фошейм (англ. Fosheim Peninsula) и о-в Элсмир         |
| 80°00′ с. ш. 82°44′ з. д.  | зал. Каньон-Фьорд (англ. Cañon Fiord)    |                                                                              |
| 80°00′ с. ш. 82°01′ з. д.  | Канада                                   | ок. 220 км.; через о-в Элсмир                                                |
| 80°00′ с. ш. 70°40′ з. д.  | пролив Нэрса                             |                                                                              |
| 80°00′ с. ш. 65°03′ з. д.  | Гренландия                               | ок. 926 км.                                                                  |
| 80°00′ с. ш. 17°11′ з. д.  | Атлантический океан                      | Гренландское море                                                            |